# Le Visiteur (film, 2008)
Pour plus de détails, voir Fiche technique et Distribution.
Le Visiteur est un film germano-britannico-finlandais réalisé par Jukka-Pekka Valkeapää, sorti en 2008.

## Synopsis
Au cœur de la forêt finlandaise, dans une clairière, un jeune garçon et sa mère survivent dans une ferme en rondins dont la maison d'habitation et les dépendances tombent en ruines. Le père étant en prison, la mère handicapée, ne pouvant se déplacer sans son attelle fixée autour de la jambe, l'exploitation ne peut être correctement tenue d'autant plus qu'elle est située sur des terrains pauvres. Le jeune fils unique est muet mais, malgré les circonstances, ou à cause d'elles, il est d'une grande maturité. Il assure le rôle de visiteur de prison et à chaque visite, remet à son père une petite boîte en fer à double fond qui sert de tabatière. Il joue aussi le rôle de garçon de ferme, donne du foin au cheval, va au puits puiser de l'eau, ramasse les œufs dans le poulailler, épluche les pommes de terre qui ont l'air de constituer l'essentiel de leur alimentation et aide sa mère à fixer son attelle.
«Tout» va changer avec l'arrivée d'un inconnu, le visiteur, qui remet un message à la mère. Les quelques mots rédigés par son mari lui indiquent qu'elle doit l'héberger un certain temps. Elle le fait coucher dans l'écurie puis dans la maison pour le soigner car sous ses vêtements, la mère et le fils découvrent un seton en putréfaction. Le fils dont ni le nom ni le prénom ne sont prononcés, ne pouvant parler, observe et observe par l'entrebâillement des portes, par les trous du plafond, écoute et écoute tous les bruits qui par leur nature l'informent de ce qui se passe. Progressivement sa mère se rapproche de cet intrus qui va gagner sa confiance et celle de notre jeune héros en se rendant utile. De plus il «apprivoise» leur cheval et apprend au jeune garçon à monter ce qui va mal se terminer.
Mais le handicap du jeune préadolescent l'aide aussi à taire ce qu'il transporte dans la petite boîte en fer qu'il ramène à son père. Sous son double fond il place le MacGuffin qu'il va chercher dans un puits auquel il accède grâce à une corde. Cependant son père s'inquiète de la présence prolongée de cette connaissance près de son épouse qui naturellement frustrée par l'absence de son mari trouve auprès de cet homme jeune, certaines compensations. Est-ce le père qui alerte les autorités? Toujours est-il que deux officiers de police et un inspecteur, probablement, arrivent à la ferme et essaient de trouver le visiteur.
Peine perdue, le «gibier» parvient à se cacher mais aussi à découvrir le puits caché au fond de la forêt...

## Fiche technique
- Titre original : Muukalainen
- Titre français : Le visiteur
- Réalisateur : Jukka-Pekka Valkeapää
- Scénario : Jan Forsström et Jukka-Pekka Valkeapää
- Photographie : Tuomo Hutri
- Son : Micke Nyström
- Montage : Mervi Junkkonen
- Costumes : Sari Suominen, Tarja Westman
- Maquillage : Kairit Nieländer
- Musique : Helena Tulve et les musiciens Kadri Hunt, Lils Jürgens, Monica Mattiesen
- Production : Alexis Bardy, Alain de la Mata avec Anneli Ahven, Christoph Bauer, Felix Blum, Arne Ludwig, Peeter Urbla et le producteur associé Lucinda Van Rie
- Budget estimé : 1 200 000 €
- Pays d'origine :  Finlande,  Estonie,  Allemagne,  Royaume-Uni
- Date de sortie :
  - Estonie : 8 décembre 2008
- Format : Couleurs - 1,85:1 -
- Genre : drame
- Durée : 105 minutes

## Distribution
- Allan Bernard : un gardien de prison
- Vitali Bobrov : le jeune garçon, héros de l'histoire
- Emilia Ikäheimo : la mère
- Heini Jaanus : le chauffeur du bus
- Valmar Kass : un officier de police
- Lauri-Kare Laos : un officier de police
- Annabel Lepiste : un enfant
- Pavel Liska : le visiteur
- Martin Loo : un enfant
- Carmen Oroperv : un enfant
- Armin Pajula : un gardien de prison
- Maxime Podolski : un gardien de prison
- Pauli Poranen : l'homme au costume
- Jorma Tommila : le père
- Hendrik Toompere : un gardien de prison
- Ats-Anton Varustin : un enfant

## Distinctions
- Festival international du film de Göteborg 2009 
  - prix du dragon pour le meilleur film nordique
  - prix de la vision nordique
- Prix Jussi 2010
  - prix de la meilleure photographie à Tuomo Hutri
  - Prix du meilleur montage à Mervi Junkkonen
  - Jukka-Pekka Valkeapää nommé pour le prix du meilleur réalisateur
  - Kaisa Mäkinen nommé(e) pour le prix des meilleurs décors
  - Helena Tulve nommée pour le prix de la meilleure musique
  - Micke Nyström nommé pour le prix des meilleurs effets sonores

## Autour du film
Bien que la caméra nous montre tous les faits comme si elle était les yeux grands ouverts du héros, que la bande son nous fasse ressentir les bruits de la forêt comme si nous avions les oreilles du jeune garçon, l'essentiel est l'atmosphère du film et non son dénouement donc il n'est pas nécessaire d'en révéler la fin.